# IC 2165
IC 2165 је планетарна маглина у сазвјежђу Велики пас која се налази на листи објеката дубоког неба у Индекс каталогу.
Деклинација објекта је - 12° 59' 12" а ректасцензија 6h 21m 42,7s. Привидна величина (магнитуда) објекта IC 2165 износи 10,5 а фотографска магнитуда 12,9. IC 2165 је још познат и под ознакама PK 221-12.1, CS=13.7.